# Čadovlje pri Tržiču
Čadovlje pri Tržiču je naselje u slovenskoj Općini Tržiču. Čadovlje pri Tržiču se nalazi u pokrajini Gorenjskoj i statističkoj regiji Gorenjskoj. 

## Stanovništvo
Prema popisu stanovništva iz 2002. godine naselje je imalo 86 stanovnika.